# ザリガニ・パーティー

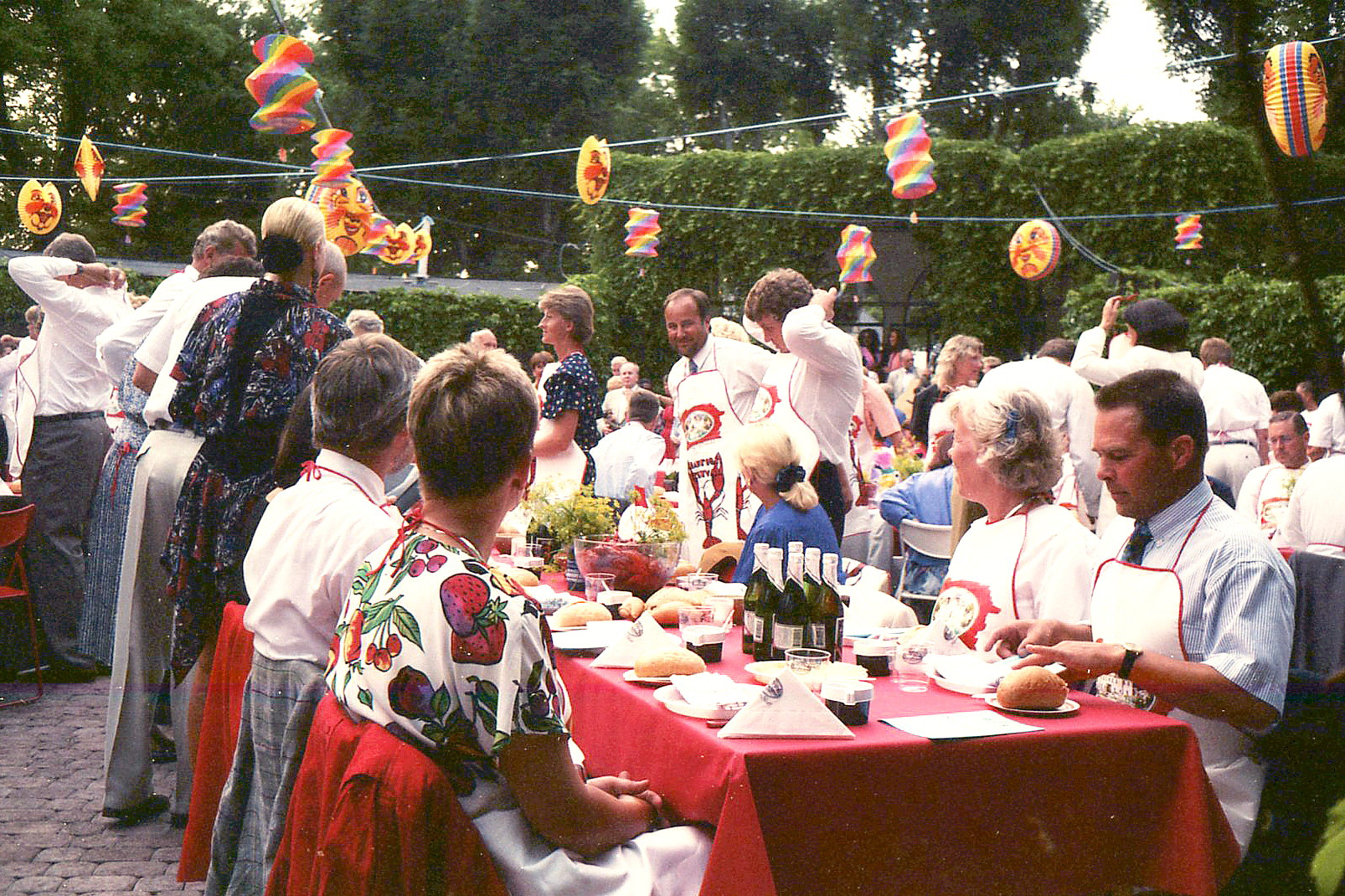
ハリンゲ・スロットで行われたクレフトフィーバ（1991年）

ザリガニ・パーティーまたはクレフトフィーバ（スウェーデン語: kräftskiva）は、スウェーデンに発祥するザリガニを食べ、飲酒をする行事のこと。
スウェーデンでは、ザリガニ漁の解禁日が8月であった名残から8月の風物詩となっている。フィンランドへも広まっておりラプユフラット（フィンランド語: rapujuhlat）と呼ばれる。また、アメリカ合衆国ルイジアナ州を中心とした南部でも春から夏にかけて行われている。

## 概要

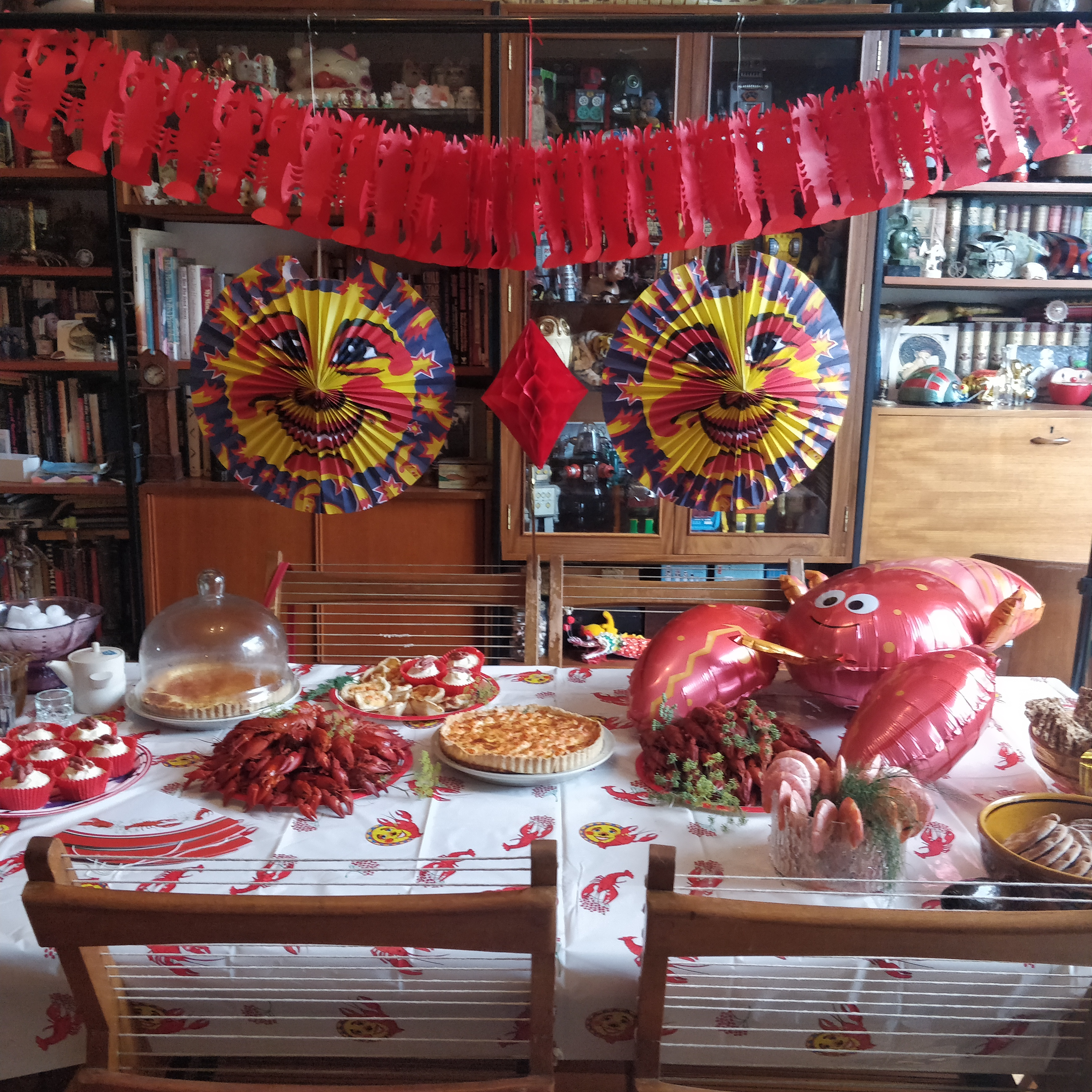
クレフトフィーバの飾りつけ

スウェーデンでのザリガニ漁は、1994年まで厳しく規制されていた。8月第一水曜日が解禁となるザリガニを獲って食べ、祝ったのがザリガニ・パーティーの始まりとされている。なお、スウェーデン北部ではザリガニ・パーティーと同時期にシュールストレミング・パーティーが開催されている。
去り行く夏に別れを告げると共に、来る秋を歓迎する集いである。

## ザリガニの種類
スウェーデンでは、ザリガニは高級食材であり、王族や貴族の祝いの席の料理の食材としても用いられていた。19世紀末には過剰漁獲による減少のために禁漁になり、上述のように8月第一水曜日が解禁であった。
スウェーデンで市販されるザリガニの多くはトルコ産か中国産のものであり、スウェーデン国産のザリガニは希少で高価である。
スウェーデンの西海岸で獲れるヨーロッパアカザエビ（havskräftor、ハフスクレフトル、海ザリガニ）は、川のザリガニに比べるとクセがなく食べやすい。

## パーティーの内容

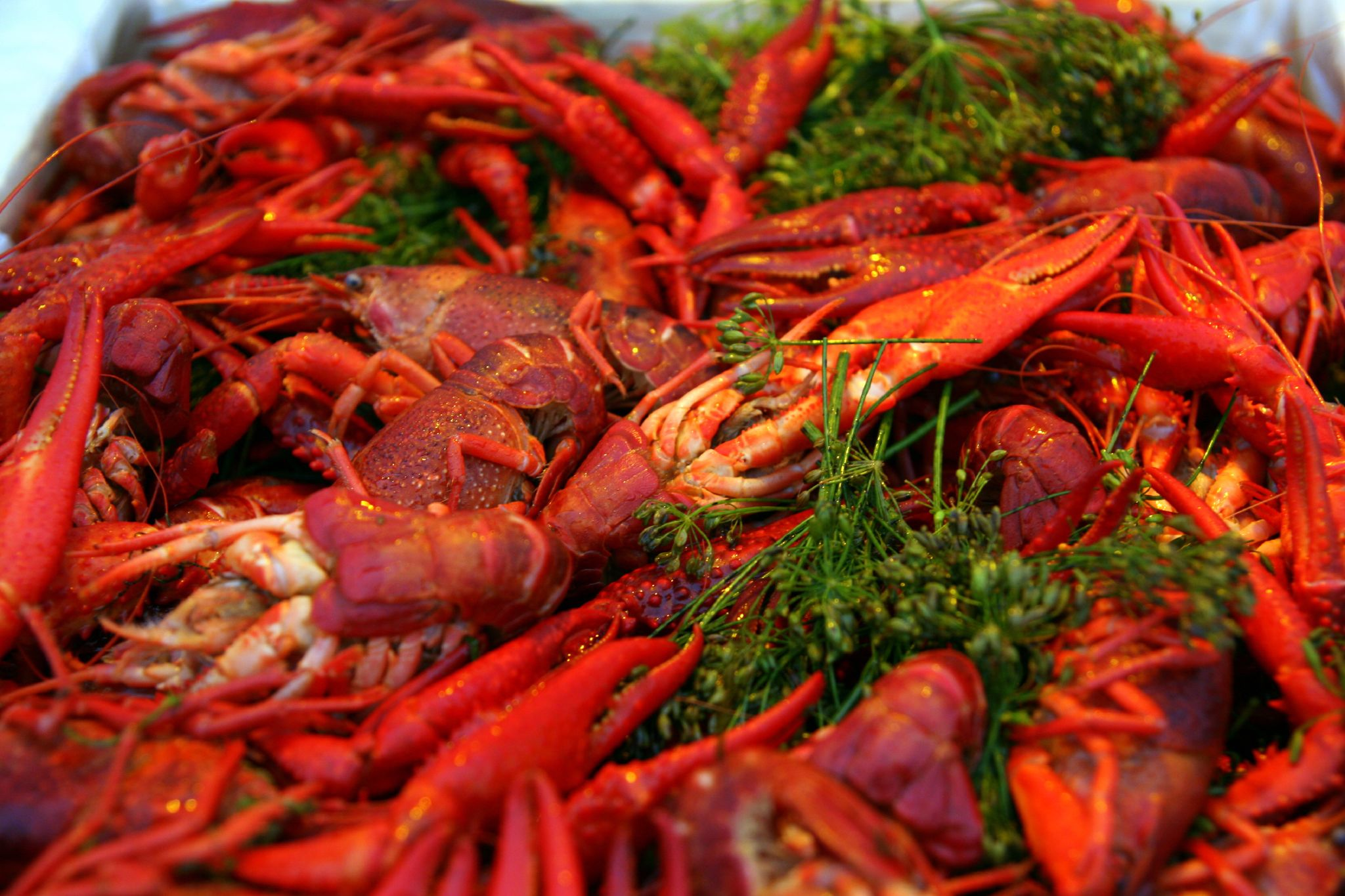
スウェーデンの伝統に従い、ザリガニをディルで調理

ザリガニ・パーティーでは、1人あたり500グラムから1キログラムのザリガニを食べる。
ザリガニを獲るところから始める人は、自分で茹でるが、大抵は茹で汁に漬かったものか、茹でて冷凍されたものを購入する。冷凍されたザリガニは、より美味に食べるために解凍して、新しくつけ汁を作って漬け直すこともされる。ザリガニは風味づけに使うディルが味を左右すると言われ、「ディルの王冠（Krandill）」と呼ばれるディルの花の部分を使うのが特徴である。
ザリガニ以外の料理としては、オストパイ（ostpaj）と呼ばれるハードチーズで作るパイが定番料理となっている。ヴェステルボッテン地方で作られるヴェステルボッテン・チーズを使ったパイである。
ザリガニをデザインした三角帽、紙エプロン、ナプキン、紙皿、クレフトモーネン（kräftmånen、ザリガニの月）と呼ばれる紙製ランプといったザリガニ・パーティ用のグッズを飾る。ザリガニ・パーティーの時期になるとこういった飾りつけ用のグッズが店頭に並び始める。
「酔っ払いの歌（スナップスヴィーサ）」と呼ばれる定番の短い歌を歌った後に、アルコール度数40度を超える酒のアクアビットをミニグラスで乾杯するのが習わしとなっている。
ザリガニは手で持ち、殻などを剥いて食べる。服が汚れやすいため、前掛けは必需品であり、手を拭くためのフィンガーボウルやおしぼりも必需品である。
ザリガニを手で二つに割り、身を食べるのだが、中のスープはこぼれないようにすする。すすった音が出てしまうのだが、ザリガニを食べるときだけは音を立ててもマナー違反とはならない。

## フィンランド
フィンランドではラプユフラット（rapujuhlat）と呼ばれている。淡水ザリガニの旬である7月下旬から9月上旬にかけて開催される。
屋外で開催され、テーブルに紙の帽子やランタンを飾る。ザリガニはディルと共に茹でられたものを冷たくして提供する。ザリガニの他には、パンやセイボリーパイなどの料理に、アルコール飲料のスナップスが提供される。近年では植物性の料理を提供する主催者も増えている。ビブを着け、伝統的な飲み歌をうたい、何度も乾杯が行われる。
料理そのものではなく、パーティーに参加する人々の間で共有される時間、雰囲気といった社交を楽しむものとなっている。

## アメリカ合衆国

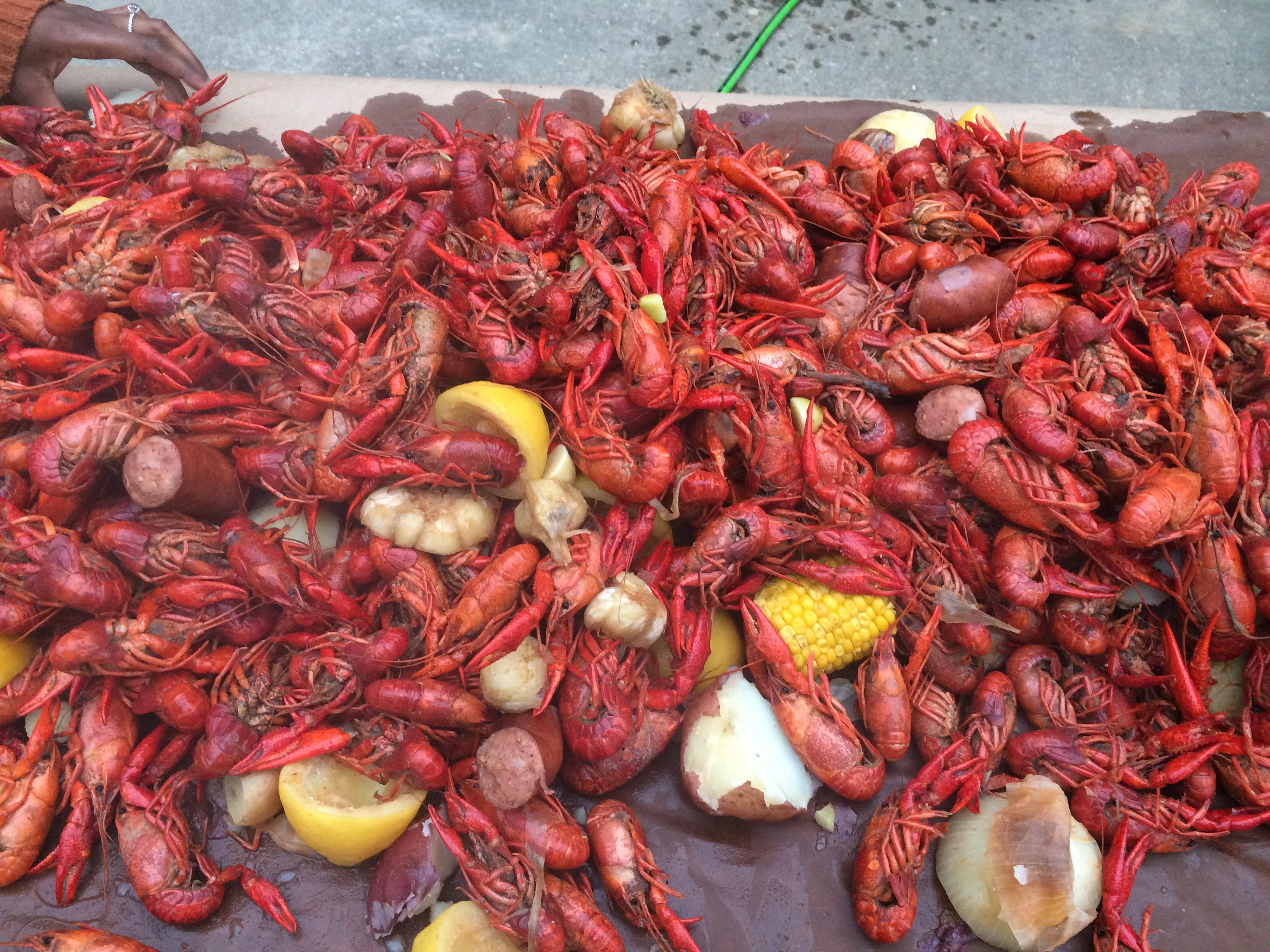
茹で立てのザリガニ（ルイジアナ州）

アメリカ合衆国ルイジアナ州では英語: Crawfish Boilと呼ばれ、主に3月から7月まで行われる。冷凍のものは使わない。
主に塩、赤唐辛子、パプリカでできた香辛料にタマネギ、ニンニク、レモンを加えた熱湯に、生きたままのザリガニを大量に（通常は40ポンド、18kg）投入し、茹で立てを食する。
一緒に茹でたとうもろこしやじゃがいもなどと共にテーブルの上に置いた新聞紙の上に広げて、好きな分量を取って食べる。旬を迎えるのがその前後であることから、イースターの休日に行われることが多い。屋外で飲んで楽しむ伝統的な行事である。